# Аглая (альманах)
Агла́я — двухтомное издание эпохи сентиментализма, один из первых русских литературных альманахов. Издавался в Москве Н. М. Карамзиным. Всего было издано два тома: первый — в 1794 году, второй — в 1795 году; в 1796 году оба были переизданы. Название было дано по имени мифологической Аглаи, младшей из трёх харит. 
Содержимое альманаха составляли преимущественно сочинения самого Карамзина (в том числе отрывки из «Писем русского путешественника», «Остров Борнхольм»). Кроме статей издателя, были напечатаны статьи И. И. Дмитриева, М. М. Хераскова и А. Ф. Мерзлякова.
В 1808 году также в Москве князь П. И. Шаликов начал издавать журнал «Аглая», название которого подчёркивало преемственность с альманахом Карамзина.